# NGC 7057
NGC 7057 é uma galáxia elíptica (E-S0) localizada na direcção da constelação de Microscopium. Possui uma declinação de -42° 27' 37" e uma ascensão recta de 21 horas, 24 minutos e 58,5 segundos.
A galáxia NGC 7057 foi descoberta em 2 de Setembro de 1836 por John Herschel.